# XIIIe-XIVe législature du Parlement de Catalogne
La XIIIe-XIVe législature du Parlement de Catalogne est un cycle parlementaire du Parlement de Catalogne, d'une durée de trois ans, ouvert le 12 mars 2021 à la suite des élections du 14 février précédent, et clos le 19 mars 2024 avec la dissolution anticipée du Parlement.

## Changement de dénomination
Par une résolution 9/XIII adoptée le 2 juin 2021 à l'initiative des groupes Ensemble pour la Catalogne, Gauche républicaine, Candidature d'unité populaire-G et En Comú Podem, le Parlement de Catalogne manifeste la volonté que la législature commencée le 6 décembre 1932 et interrompue par la Guerre civile et la dictature franquiste soit considérée comme la première législature du Parlement et que la XIIIe législature devienne la XIVe législature à compter de la publication de la résolution, soit le 4 juin suivant. À effet pratique, cette résolution recouvre plutôt une dimension symbolique dans la mesure où les législatures écoulées ne souffrent pas du changement de leur dénomination.

## Bureau du Parlement
| Poste                    | Titulaire                    | Parti | Parti | Circonscription |
| ------------------------ | ---------------------------- | ----- | ----- | --------------- |
| Présidente               | Laura Borràs                 |       | Junts | Barcelone       |
| Présidente               | Anna Erra (09/06/2023)       |       | Junts | Barcelone       |
| Première vice-présidente | Anna Caula                   |       | ERC   | Gérone          |
| Première vice-présidente | Alba Vergés (16/06/2021)     |       | ERC   | Barcelone       |
| Deuxième vice-présidente | Eva Granados                 |       | PSC   | Barcelone       |
| Deuxième vice-présidente | Assumpta Escarp (05/10/2021) |       | PSC   | Barcelone       |
| Premier secrétaire       | Ferran Pedret                |       | PSC   | Barcelone       |
| Deuxième secrétaire      | Jaume Alonso-Cuevillas       |       | Junts | Barcelone       |
| Deuxième secrétaire      | Aurora Madaula (29/04/2021)  |       | Junts | Barcelone       |
| Troisième secrétaire     | Pau Juvillà                  |       | CUP   | Lérida          |
| Troisième secrétaire     | Carles Riera (22/02/2022)    |       | CUP   | Barcelone       |
| Quatrième secrétaire     | Ruben Wagensberg             |       | ERC   | Barcelone       |

## Groupes parlementaires
| Nom | Nom                                   | Début | 02/11/2022 | Fin | Président                                      | Porte-parole                               |
| --- | ------------------------------------- | ----- | ---------- | --- | ---------------------------------------------- | ------------------------------------------ |
|     | Groupe socialiste & Unis pour avancer | 33    | 33         | 33  | Salvador Illa                                  | Alícia Romero                              |
|     | Groupe Républicain                    | 33    | 33         | 33  | Josep Jové                                     | Marta Vilalta                              |
|     | Groupe d'Ensemble pour la Catalogne   | 32    | 32         | 31  | Albert Batet                                   | Gemma Geis Mònica Sales (03/06/2021)       |
|     | Groupe Vox                            | 11    | 10         | 10  | Ignacio Garriga                                | Juan Garriga                               |
|     | Groupe Candidature d'unité populaire  | 9     | 9          | 9   | Dolors Sabater Montserrat Vinyets (04/01/2024) | Eulàlia Reguant Dani Cornellà (02/11/2023) |
|     | Groupe En Comú Podem                  | 8     | 8          | 8   | Jéssica Albiach                                | David Cid                                  |
|     | Groupe Ciudadanos                     | 6     | 6          | 6   | Carlos Carrizosa                               | Nacho Martín Anna Grau (08/06/2023)        |
|     | Mixte                                 | 3     | 3          | 3   | Alejandro Fernández                            | Alejandro Fernández                        |
|     | Non-inscrits (02/11/2022)             | -     | 1          | 2   | -                                              | -                                          |

## Commissions parlementaires
| Commission | Président                                      | Parti | Parti | Circonscription |
| --- | ---------------------------------------------- | ----- | ----- | --------------- |
| Commissions permanentes législatives |                                                |       |       |                 |
| Commission des Affaires institutionnelles | Jordi Terrades                                 | PSC   |       | Barcelone       |
| Commission des Politiques numériques et du Territoire Commission du Territoire (22/12/2022)                                                                                      | Ramon Tremosa                                  | Junts |       | Lérida          |
| Commission de l'Entreprise et du Travail | Joan Carles Gallego                            | ECP   |       | Barcelone       |
| Commission de l'Économie et des Finances | Raquel Sans                                    | ERC   |       | Tarragone       |
| Commission de l'Égalité et des Féminismes | Susanna Segovia                                | ECP   |       | Barcelone       |
| Commission de l'Action extérieure, de la Transparence et de la Coopération Commission de l'Action extérieure, de l'Union européenne et de la Coopération (22/12/2022)            | Jaume Alonso-Cuevillas                         | Junts |       | Barcelone       |
| Commission de l'Action extérieure, de la Transparence et de la Coopération Commission de l'Action extérieure, de l'Union européenne et de la Coopération (22/12/2022)            | Francesc de Dalmases (17/03/2022)              | Junts |       | Barcelone       |
| Commission de l'Éducation | Marta Moreta                                   | PSC   |       | Barcelone       |
| Commission de la Recherche et de l'Enseignement supérieur | Damià Calvet                                   | Junts |       | Barcelone       |
| Commission de la Recherche et de l'Enseignement supérieur | Anna Erra (13/07/2021)                         | Junts |       | Barcelone       |
| Commission de la Recherche et de l'Enseignement supérieur | Antoni Castellà (08/11/2023)                   | Junts |       | Barcelone       |
| Commission de l'Action climatique | Dani Cornellà                                  | CUP   |       | Gérone          |
| Commission de l'Agriculture, de l'Élevage, de la Pêche, de l'Alimentation et du Monde rural                                                                                      | Meritxell Serret                               | ERC   |       | Lérida          |
| Commission de l'Agriculture, de l'Élevage, de la Pêche, de l'Alimentation et du Monde rural                                                                                      | Lluïsa Llop (25/10/2022)                       | ERC   |       | Barcelone       |
| Commission de la Santé | Assumpció Laïlla                               | Junts |       | Barcelone       |
| Commission de l'Intérieur | Chakir El Homrani                              | ERC   |       | Barcelone       |
| Commission de l'Intérieur | Montserrat Fornells (21/02/2023)               | ERC   |       | Lérida          |
| Commission des Droits sociaux | Mónica Ríos                                    | PSC   |       | Gérone          |
| Commission de la Culture | Dolors Sabater                                 | CUP   |       | Barcelone       |
| Commission de la Culture | Laura Fernández (31/01/2024)                   | CUP   |       | Barcelone       |
| Commission de la Justice | Jordi Albert                                   | ERC   |       | Barcelone       |
| Commission de la Justice | Jordi Orobitg (08/07/2021)                     | ERC   |       | Gérone          |
| Commissions permanentes non-législatives |                                                |       |       |                 |
| Commission du Règlement | Laura Borràs                                   | Junts |       | Barcelone       |
| Commission du Règlement | Anna Erra (09/06/2023)                         | Junts |       | Barcelone       |
| Commission du Statut des députés | Eusebi Campdepadrós                            | Junts |       | Tarragone       |
| Commission du Statut des députés | David Saldoni (28/09/2021)                     | Junts |       | Barcelone       |
| Commission du Statut des députés | Jaume Alonso-Cuevillas (02/02/2022-28/02/2024) | Junts |       | Barcelone       |
| Commission des Pétitions | Mònica Palacín                                 | ERC   |       | Barcelone       |
| Commission des Pétitions | Lorena Roldán (27/07/2021)                     | PPC   |       | Barcelone       |
| Commission des Affaires secrètes et réservées | Laura Borràs                                   | Junts |       | Barcelone       |
| Commission des Affaires secrètes et réservées | Alba Vergés (28/07/2022)                       | ERC   |       | Barcelone       |
| Commission des Affaires secrètes et réservées | Anna Erra (09/06/2023)                         | Junts |       | Barcelone       |
| Commission de la Cour des comptes | Jordi Riba                                     | PSC   |       | Barcelone       |
| Commission du Síndic de Greuges | Najat Driouech                                 | ERC   |       | Barcelone       |
| Commission du Síndic de Greuges | José Rodríguez (13/03/2023)                    | ERC   |       | Barcelone       |
| Commission du Contrôle de l'audiovisuel public | David Pérez                                    | PSC   |       | Barcelone       |
| Commissions de suivi |                                                |       |       |                 |
| Commission des Politiques de jeunesse | Alba Camps                                     | ERC   |       | Barcelone       |
| Commission de l'Enfance | Beatriz Silva                                  | PSC   |       | Barcelone       |
| Commissions d'enquête |                                                |       |       |                 |
| Commission sur l'Espionnage de représentants politiques, activistes, journalistes et leurs familles par le royaume d'Espagne avec les programmes Pegasus et Candiru (21/09/2022) | Meritxell Serret                               | ERC   |       | Lérida          |
| Commission sur l'Espionnage de représentants politiques, activistes, journalistes et leurs familles par le royaume d'Espagne avec les programmes Pegasus et Candiru (21/09/2022) | Josep María Jové (08/11/2022)                  | ERC   |       | Lérida          |
| Commission sur la pédophilie dans l'Église (29/11/2022) | Susanna Segovia                                | ECP   |       | Barcelone       |
| Commission sur l'accumulation d'immeubles par des entités déterminées (02/05/2023)                                                                                               | Montserrat Vinyets                             | CUP   |       | Gérone          |
| Commission sur l'infiltration de policiers des corps policiers de l'État dans les mouvements sociaux, politiques et populaires de l'ensemble du pays (09/11/2023)                | Mar Ampurdanès                                 | CUP   |       | Barcelone       |

## Gouvernement et opposition
| Candidat            | Date                                    | Vote       |     |     |       |     |     |     |    |     | Résultat |  |  |  |  |  |  |  |  |  |  |  |  |
| Candidat            | Date                                    | Vote       | PSC | ERC | Junts | Vox | CUP | ECP | Cs | PPC | Résultat |  |  |  |  |  |  |  |  |  |  |  |  |
| Pere Aragonès (ERC) | 26 mars 2021 (majorité absolue requise) | Oui        |     | 33  |       |     | 9   |     |    |     | 42 / 135 |  |  |  |  |  |  |  |  |  |  |  |  |
| Pere Aragonès (ERC) | 26 mars 2021 (majorité absolue requise) | Non        | 33  |     |       | 11  |     | 8   | 6  | 3   | 61 / 135 |  |  |  |  |  |  |  |  |  |  |  |  |
| Pere Aragonès (ERC) | 26 mars 2021 (majorité absolue requise) | Abstention |     |     | 32    |     |     |     |    |     | 32 / 135 |  |  |  |  |  |  |  |  |  |  |  |  |
| Pere Aragonès (ERC) |                                         |            |     |     |       |     |     |     |    |     |          |  |  |  |  |  |  |  |  |  |  |  |  |
| Pere Aragonès (ERC) | 30 mars 2021 (majorité relative)        | Oui        |     | 33  |       |     | 9   |     |    |     | 42 / 135 |  |  |  |  |  |  |  |  |  |  |  |  |
| Pere Aragonès (ERC) | 30 mars 2021 (majorité relative)        | Non        | 33  |     |       | 11  |     | 8   | 6  | 3   | 61 / 135 |  |  |  |  |  |  |  |  |  |  |  |  |
| Pere Aragonès (ERC) | 30 mars 2021 (majorité relative)        | Abstention |     |     | 32    |     |     |     |    |     | 32 / 135 |  |  |  |  |  |  |  |  |  |  |  |  |

| Candidat            | Date                                   | Vote       |     |     |       |     |     |     |    |     | Résultat |
| Candidat            | Date                                   | Vote       | PSC | ERC | Junts | Vox | CUP | ECP | Cs | PPC | Résultat |
| Pere Aragonès (ERC) | 21 mai 2021 (majorité absolue requise) | Oui        |     | 33  | 32    |     | 9   |     |    |     | 74 / 135 |
| Pere Aragonès (ERC) | 21 mai 2021 (majorité absolue requise) | Non        | 33  |     |       | 11  |     | 8   | 6  | 3   | 61 / 135 |
| Pere Aragonès (ERC) | 21 mai 2021 (majorité absolue requise) | Abstention |     |     |       |     |     |     |    |     | 0 / 135  |

## Désignations

### Sénateurs
| Parti | Parti                        | Sénateurs désignés         | Voix |
| ----- | ---------------------------- | -------------------------- | ---- |
| PSC   |                              | Manel de la Vega Carrera   | 106  |
| PSC   | Lorena González Dios         |                            | 106  |
| PSC   | Antoni Poveda Zapata         |                            | 106  |
| ERC   |                              | Adelina Escandell i Grases | 106  |
| ERC   | Pau Furriol i Fornells       |                            | 106  |
| ERC   | Josep Maria Reniu i Vilamala |                            | 106  |
| Junts |                              | Assumpció Castellví i Auví | 106  |
| Junts | Josep Lluís Cleries          |                            | 106  |

- Désignation : 13 mai 2021.
- Manel de la Vega (PSC) est remplacé en septembre 2021 par Eva Granados avec 50 voix favorables.
  - Eva Granados (PSC) est remplacée le 25 janvier 2024 par Alfonso García Rodríguez avec 102 voix favorables.
- Assumpció Castellví (Junts) est remplacée le 26 juillet 2023 par Teresa Pallarès Piqué avec 97 voix favorables.
- Lorena González (PSC) est remplacée le 26 juillet 2023 par Núria Marín Martínez avec 96 voix favorables.
- Adelina Escandell (ERC) est remplacée le 1er septembre 2023 par Héctor Sánchez Mira avec 94 voix favorables.
- Pau Furriol (ERC) est remplacé le 1er septembre 2023 par Laura Castel i Fort avec 100 voix favorables.